# Detalhe arquitetônico
Os detalhes ou pormenores arquitetônicos são os elementos constituintes das edificações. Os arquitetos sempre deram muita atenção para estes elementos pois possuem significados e representam um ideia atrelada aos estilos e técnicas disponíveis.